# René Saorgin

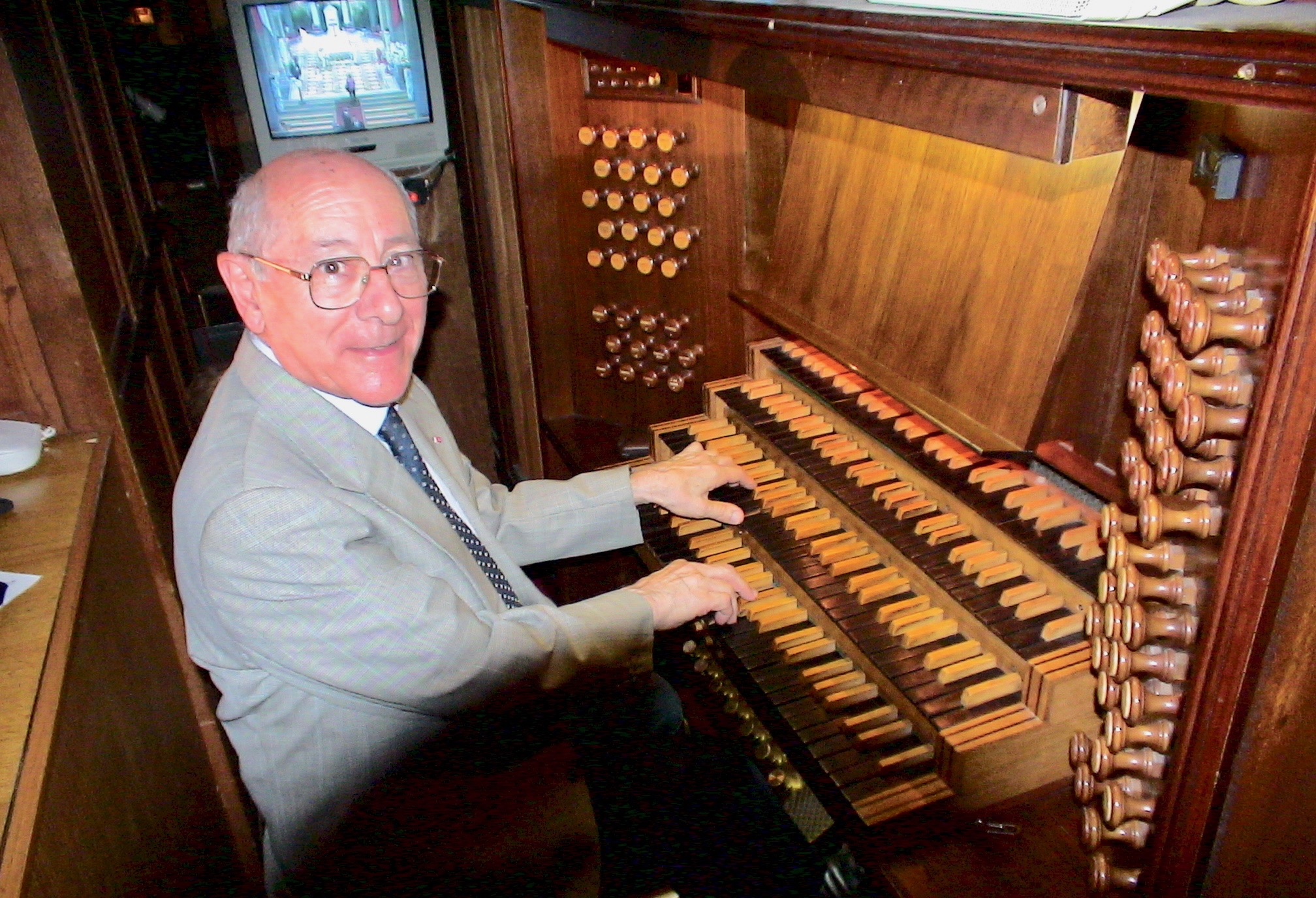
René Saorgin, 2005

René Saorgin (* 21. Oktober 1928 in Cannes; † 16. Dezember 2015) war ein französischer Organist.
Saorgin studierte am Konservatorium von Nizza bei Maurice Duruflé. Von 1951 bis 1954 war er Organist an Saint-Pierre de Montmartre, seit 1954 an Saint-Jean-Baptiste. Im gleichen Jahr wurde er Orgellehrer am Konservatorium von Nizza. Er war Lehrer von Henri-Claude Fantapié, Scott Ross und Philippe Mabboux. Von 1969 bis 1971 war er Direktor des Konservatoriums von Ajaccio.
Saorgin widmete sich besonders der Pflege der italienischen Orgelmusik und veröffentlichte über die historischen Orgeln im Raum Nizza. An Orgeln in Bastia und Brescia spielte er Werke von Girolamo Frescobaldi ein. Als mustergültig wird seine zwischen 1966 und 1973 entstandene Einspielung des Gesamtwerkes für Orgel von Dieterich Buxtehude angesehen. 1974 spielte er auf der Orgel von Malaucène die weitgehend vergessenen Toccaten von Georg Muffat ein.